# Canton de Castelnau-de-Montmiral
Pour les articles homonymes, voir Castelnau.
Le canton de Castelnau-de-Montmiral est une ancienne division administrative française, située dans le département du Tarn en région Midi-Pyrénées.

## Géographie
Ce canton était organisé autour de Castelnau-de-Montmiral dans l'arrondissement d'Albi. Son altitude variait de 115 m pour Larroque à 485 m pour Castelnau-de-Montmiral, avec une moyenne de 244 m.

## Histoire
Le canton est supprimé par le décret du 17 février 2014 qui entre en vigueur lors des élections départementales de mars 2015.

## Représentation

### Conseillers généraux de 1833 à 2015
| Période | Période          | Identité                     | Étiquette          | Qualité |
| ------- | ---------------- | ---------------------------- | ------------------ | --- |
| 1833    | 1836             | Henri Portal                 |                    | Médecin Maire de Castelnau-de-Montmiral (1830-1833 et 1837-1847) |
| 1836    | 1848             | Benjamin Lacombe             |                    | Propriétaire à Gaillac Conseiller municipal de Brens |
| 1848    | 1867             | Hippolyte Rouquié            |                    | Notaire, maire de Castelnau-de-Montmiral (1853-1855) |
| 1867    | 1870             | Melchior Boudet              |                    | Propriétaire, avocat Maire de Castelnau-de-Montmiral (1855-1870) |
| 1870    | 1888 (décès)     | Aristide Tornier             |                    | Avocat, propriétaire Maire de Montmiral (Castelnau-de-Montmiral) (1870-1871 et 1878-1888)                                                                                    |
| 1888    | 1910             | Emilien Viste                | Rad.               | Notaire puis avocat à Toulouse Maire de Castelnau-de-Montmiral (1891-1900)                                                                                                   |
| 1910    | 1922             | Xavier Bonnéry               | Rad.               | Notaire à Castelnau-de-Montmiral |
| 1922    | 1925 (démission) | Raoul Grimal                 | RG                 | Vétérinaire Conseiller municipal de Castelnau-de-Montmiral |
| 1925    | 1940             | Xavier Bonnéry               | Rad.               | Notaire Maire de Castelnau-de-Montmiral (1919-1941) |
|         |                  |                              |                    | |
| 1942    | 1945             | Henri Sablayrolles           |                    | Président de la délégation spéciale de Castelnau-de-Montmiral (1941-1944) Nommé conseiller départemental en 1942                                                             |
|         |                  |                              |                    | |
| 1945    | 1949             | Ernest Cambefort (1885-1958) | Rad.               | Propriétaire Maire de Montels, ancien conseiller d'arrondissement |
| 1949    | 1955             | Edmond Marquès               | SFIO               | Instituteur, maire de Puycelci |
| 1955    | 1961             | Léon Bombal                  | Centriste          | Percepteur en retraite Maire de Castelnau-de-Montmiral (1955-1965) |
| 1961    | 1979             | Aymar Glaudis                | Rad. ind. puis UDF | Viticulteur, conseiller municipal de Castelnau-de-Montmiral |
| 1979    | 1992             | Claude Bouyssières           | PS                 | Professeur Maire de Puycelci (1985-2001) |
| 1992    | 2015             | Paul Salvador                | DVD puis SE        | Agriculteur Maire de Castelnau-de-Montmiral depuis 1989 Président de la Communauté de communes Vère-Grésigne depuis 1993 Elu en 2015 dans le Canton de Vignobles et Bastides |

### Conseillers d'arrondissement (de 1833 à 1940)
Le canton de Castelnau appartenait à l'arrondissement de Gaillac jusqu'à sa disparition en 1926.
| Période                                  | Période | Identité           | Étiquette   | Qualité |
| ---------------------------------------- | ------- | ------------------ | ----------- | --- |
| 1833                                     | 1852    | Jean Paul Bourguet |             | Adjoint au maire du Verdier, greffier du juge de paix                                                       |
| 1852                                     |         | Louis Boudet       |             | |
|                                          |         |                    |             | |
|                                          | 1895    | M. Boissel         |             | Propriétaire à Cahuzac-sur-Vère                                                                             |
| 1895                                     | 1901    | Adrien Ratier      | Républicain | Propriétaire à Montmiral                                                                                    |
| 1901                                     |         | M. Guy             |             | |
|                                          |         |                    |             | |
| 1925                                     |         | M. Loissel         | Rad.        | |
|                                          | 1940    | Ernest Cambefort   | Rad.        | Propriétaire, maire de Montels                                                                              |
| 1940                                     |         |                    |             | Les conseils d'arrondissement ont été suspendus par la loi du 12 octobre 1940 et n'ont jamais été réactivés |
| Les données manquantes sont à compléter. |         |                    |             | |

## Composition
Le canton de Castelnau-de-Montmiral comprenait douze communes et comptait 3 980 habitants, selon la population municipale au 1er janvier 2019.
| Communes                | Population (2012) | Code postal | Code Insee |
| ----------------------- | ----------------- | ----------- | ---------- |
| Alos                    | 95                | 81140       | 81007      |
| Andillac                | 121               | 81140       | 81012      |
| Cahuzac-sur-Vère        | 1 158             | 81140       | 81051      |
| Campagnac               | 157               | 81140       | 81056      |
| Castelnau-de-Montmiral  | 1 041             | 81140       | 81064      |
| Larroque                | 153               | 81140       | 81136      |
| Montels                 | 104               | 81140       | 81176      |
| Puycelsi                | 452               | 81140       | 81217      |
| Saint-Beauzile          | 133               | 81140       | 81243      |
| Sainte-Cécile-du-Cayrou | 111               | 81140       | 81246      |
| Le Verdier              | 229               | 81140       | 81313      |
| Vieux                   | 226               | 81140       | 81316      |

## Démographie
| 1962  | 1968  | 1975  | 1982  | 1990  | 1999  | 2006  | 2012  |
| ----- | ----- | ----- | ----- | ----- | ----- | ----- | ----- |
| 4 177 | 4 363 | 4 073 | 3 751 | 3 659 | 3 607 | 3 701 | 3 827 |

| 2019  | - | - | - | - | - | - | - |
| ----- | - | - | - | - | - | - | - |
| 3 980 | - | - | - | - | - | - | - |